# 赤脚大学
26°40′02″N 74°58′34″E / 26.667085°N 74.976185°E
赤脚大学于1972年由Bunker Roy创立，是印度一间致力于提高农村居民生活水平，在教育、技能培训、健康、清洁饮水、妇女权益和太阳能发电等领域开展活动的志愿者组织。